# Figlie di Santa Maria della Presentazione
Le Figlie di Santa Maria della Presentazione (in francese Filles de Sainte-Marie de la Présentation de Broons) sono un istituto religioso femminile di diritto pontificio: le suore di questa congregazione pospongono al loro nome la sigla F.S.M.P.

## Storia
La congregazione venne fondata il 20 ottobre 1826 a Broons, in diocesi di Saint-Brieuc, da Joachim Fleury (1762-1849), parroco del posto, assieme alle sorelle Louise (1800-1885) e Laurence Lemarchand (1803-1863); la sua prima sede venne eretta su un terreno donato dal padre delle sorelle Lemarchand.
Le costituzioni dell'istituto vennero approvate il 30 ottobre 1837 e nel 1839 il re Luigi Filippo riconobbe formalmente la comunità.
Le suore si dedicavano all'istruzione, alla cura di anziani e malati e alla collaborazione con il clero, ma nel 1886, come conseguenza della legge Ferry sull'istruzione, le loro scuole vennero chiuse o secolarizzate: le religiose trasferirono quindi la loro opera in Belgio, Paesi Bassi e negli Stati Uniti d'America; la congregazione venne restaurata in Francia nel 1923, grazie al sostegno del vicepresidente del Senato Léon Jenouvrier.
Le Figlie di Santa Maria della Presentazione ricevettero il pontificio decreto di lode il 21 novembre 1959.

## Attività e diffusione
Le Figlie di Santa Maria della Presentazione si dedicano a varie opere nei campi dell'educazione e dell'assistenza socio-sanitaria.
Sono presenti in Europa (Belgio, Francia, Paesi Bassi), nelle Americhe (Canada, Stati Uniti d'America) e in Camerun; la sede generalizia è a Broons.
Alla fine del 2008 la congregazione contava 225 religiose in 38 case.